# Hallwood
Hallwood est une municipalité américaine située dans le comté d'Accomack en Virginie.
Selon le recensement de 2010, Hallwood compte 206 habitants. La municipalité s'étend sur 0,24 mille carré (0,62 km2).
La localité se développe autour de la voie ferrée du New York, Pennsylvania and Norfolk Railroad qui traverse l'Eastern Shore de Virginie à partir des années 1880.